# Músculo estilofaríngeo
El músculo estilofaríngeo es un músculo esquelético en la cabeza que se extiende entre la apófisis estiloides temporal y la faringe.

## Etimología
Palabra compuesta de estilo y faringe que se refiere a apófisis estiloides, faringe y músculo que conecta.

## Estructura
El estilofaríngeo es un largo músculo delgado.

## Inervación
El estilofaríngeo es el único músculo de la faringe inervado por el nervio glosofaríngeo.

## Irrigación
El estilofaríngeo esta irrigado por las ramas faríngeas de la arteria faríngea ascendente o propiamente por esta.

## Acciones
El estilofaríngeo
- eleva la laringe
- eleva la faringe
- dilata la faringe para permitir el paso de un bolo grande de alimentos, facilitando de este modo la deglución.